# Patocelebryta
Patocelebryta – ósmy album studyjny polskiego rapera Kizo. Wydawnictwo ukazało się 15 września 2023 roku nakładem wytwórni muzycznej Spacerange w dystrybucji Universal Music Polska. 
Album zadebiutował na 1. miejscu polskiej listy sprzedaży – OLiS. Płyta uzyskała certyfikat poczwórnej platynowej płyty, za sprzedaż ponad 120 tysięcy kopii.
Pod względem muzycznym płyta łączy w sobie przede wszystkim hip-hop.

## Lista utworów
Opracowano na podstawie materiału źródłowego.
1. „Patryk I Waza” – 2:50
2. „Discopolo” – 3:13
3. „Śmigłowiec” – 2:55
4. „Avatar” – 2:49
5. „Patocelebryta” – 3:14
6. „Hashtag (skit)” – 0:58
7. „450 mg” – 2:03
8. „Rich time” – 3:10
9. „Ostatnie wakacje” – 2:53
10. „Haj” – 3:15
11. „Co za tydzień” – 2:48
12. „Taxi” – 3:00
13. „Milord” – 2:42
14. „Przeznaczenie” – 2:59
15. „Ciasno” – 2:29
16. „To jeden dzień” – 2:37

## Notowania

### Pozycja na liście sprzedaży
| Kraj   | Lista         | Najwyższa pozycja |
| ------ | ------------- | ----------------- |
| Polska | OLiS – albumy | 1                 |

## Certyfikaty
| Kraj          | Certyfikat         | Sprzedaż |
| ------------- | ------------------ | -------- |
| Polska (ZPAV) | 4× platynowa płyta | 120 000+ |